# Ducat (moneda)

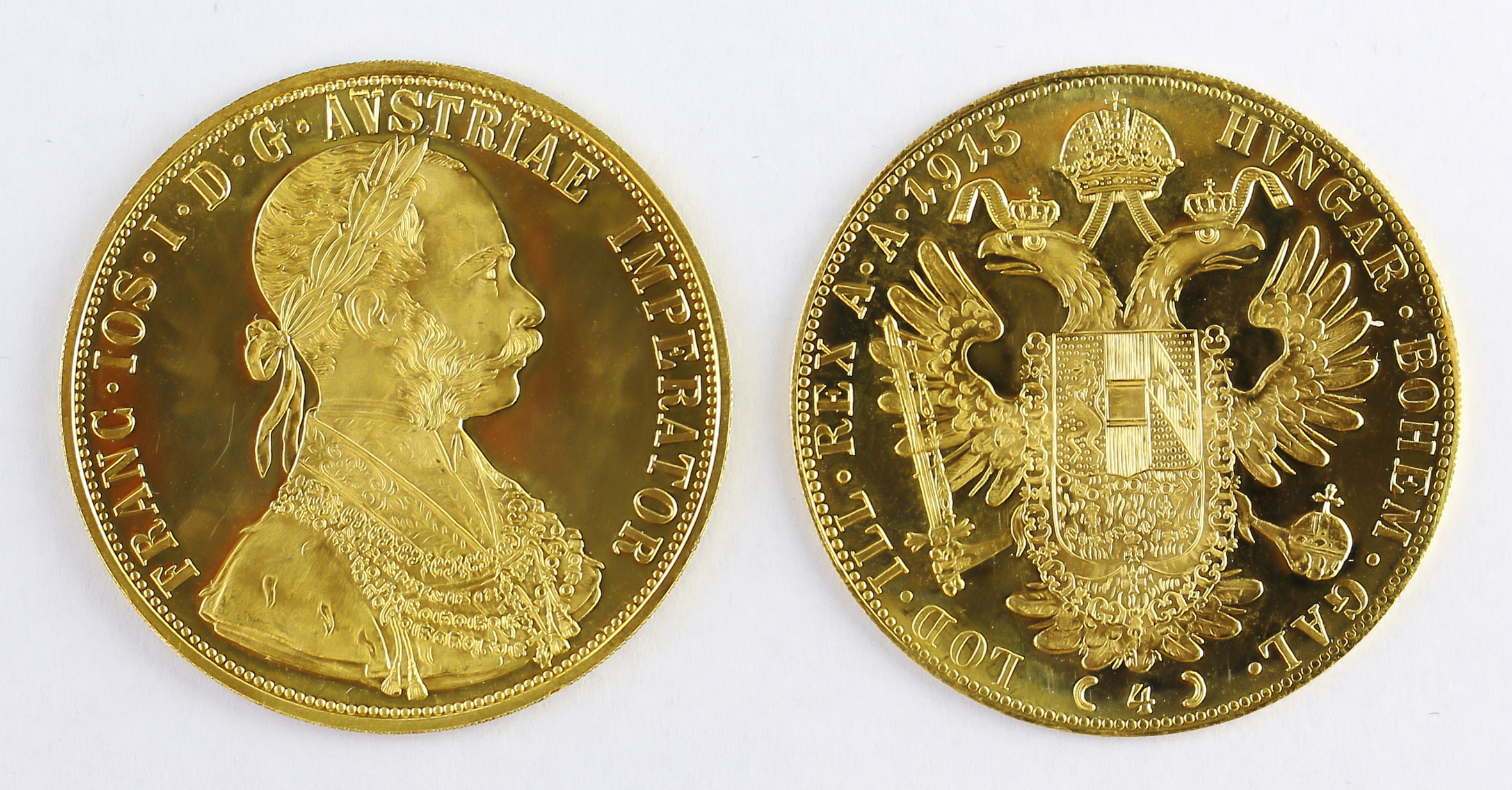
Ducats d'Àustria

El ducat és una moneda d'or antiga, encunyada a diversos països d'Europa a partir del segle xiii. Els primers ducats, però, varen ser d'argent i foren utilitzats per Roger II de Sicília a partir del 1140 com a moneda al ducat de la Pulla en commemoració de la unificació del seu regne al sud d'Itàlia. Mostrava Roger II amb el seu fill i la inscripció «Rogerus dux Apulia» a l'anvers i una imatge de Crist al revers.
El primer ducat d'or va ser introduït a la República de Venècia el 1284 pel dux Giovanni Dandolo. El ducat venecià presenta a l'anvers el dux de genolls davant sant Marc, patró de Venècia, i al revers, com als ducats sicilians, la imatge de Crist.
Durant el segle xv va anar substituint el florí com a moneda d'or de referència. Moltes autoritats europees, fins i tot molts estats alemanys i austríacs, van encunyar ducats. La denominació i diversos dels seus múltiples i submúltiples es van encunyar fins a començament del segle xx. La producció de ducats com a mitjà de bescanvi va continuar després de la Primera Guerra Mundial. Encara avui en dia, algunes seques d'Holanda i Àustria encunyen ducats d'or amb les especificacions dels encunys antics.

## El ducat a la Corona d'Aragó

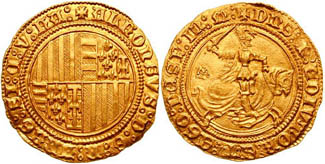
Ducat d'or d'Alfons I, 1442-1458, també anomenat alfonsí

El rei Joan el Sense Fe feu batre per primer cop ducats d'or (ducat joaní) a Saragossa i a València i el seu fill Ferran el Catòlic generalitzà l'encunyació de ducats a tots els seus reialmes de la Corona d'Aragó. El ducat tenia el mateix valor que la moneda homònima veneciana. D'alta llei (23,75 quirats), la seva estampa varià d'un país a l'altre. Amb Joan II i Ferran II, el regne d'Aragó abandonà l'exclusivitat del diner de billó per passar a encunyar rals d'argent i ducats d'or. L'any 1479 Ferran el Catòlic introduí el ducat a Castella, on la moneda d'or encara era ancorada en els patrons metrològics àrabs. La reforma del 1497 introduïa a Castella les concepcions monetàries dels catalans.

## El ducat a Espanya
Amb els Reis Catòlics es va iniciar l'homogeneïtzació del sistema monetari peninsular. El ducat d'or espanyol té un pes de 3,6 g (llei 23 3/4 de quirat), és la moneda unitària d'or (mig dobló) i va ser la unitat de compte durant els segles xvi i xvii. Va ser encunyat per primera vegada pels Reis Catòlics, amb el nom d'excelente de Granada, nom que després va passar a ducat i, segons el «Cuaderno de Ordenanzas de la labor de las monedas», també conegut com la «Reial Pragmàtica de Medina del Campo» de 13 de juny de 1497, equival a 11 rals i 1 maravedí, o bé 375 morabatins (1500 Cornago).
El 1537 es va introduir l'escut, una nova moneda d'or de menys pes i llei que el ducat, que passava a tenir una llei de 22 quirats, amb la finalitat d'igualar la moneda d'or castellana a la d'altres països i evitar la seva fugida a l'exterior. Aquesta moneda corresponia a 350 maravedís, de manera que el ducat va deixar d'encunyar-se i es va convertir en moneda de compte, tot i que va seguir circulant.
Luis de Góngora y Argote en el seu poema «Verdad, mentira» en fa esment satíricament, juntament amb altres monedes de l'època, per subratllar el poder corruptor dels diners:
"Cruzados hacen cruzados,

escudos pintan escudos,

y tahures muy desnudos,

con dados ganan condados,

ducados dejan ducados,

y coronas Majestad.

¡Verdad,

verdad!"
Al segle xvii, a Espanya i les seves colònies es va utilitzar l'anomenat ducat d'argent com a unitat de mesura, no com una moneda encunyada. Equivalia a 375 morabatins d'argent.